# Areca rostrata
Areca rostrata är en enhjärtbladig växtart som beskrevs av Karl Ewald Maximilian Burret. Areca rostrata ingår i släktet Areca och familjen Arecaceae. Inga underarter finns listade i Catalogue of Life.